# Bantry House
Bantry House est une maison historique avec jardins à Bantry, dans le comté de Cork, en Irlande. Construit à l'origine au début du XVIIIe siècle, il appartient et est occupé par la famille White (anciennement comtes de Bantry) depuis le milieu du XVIIIe siècle. Ouvert au public depuis les années 1940, la maison, le domaine et les jardins sont une destination touristique à West Cork.

## Histoire
Bantry House (appelée à l'origine « Blackrock ») est construite vers 1710 sur la rive sud de la baie de Bantry. En 1750, le conseiller Richard White achète Blackrock à Samuel Hutchinson et change le nom en « Seafield ».
Les Whithe s'installent sur l'île Whiddy, de l'autre côté de la baie, à la fin du XVIIe siècle, après avoir été à l'origine marchands à Limerick. La famille prospère et des achats considérables de terres sont effectués dans les environs de la maison. Dans les années 1780, Bantry House comprend environ 80 000 acres, bien qu’une grande partie de cette surface ne soit pas arable.
La maison est ouverte au tourisme depuis 1946.
En 2012, Bantry House figure dans un épisode de Country House Rescue.

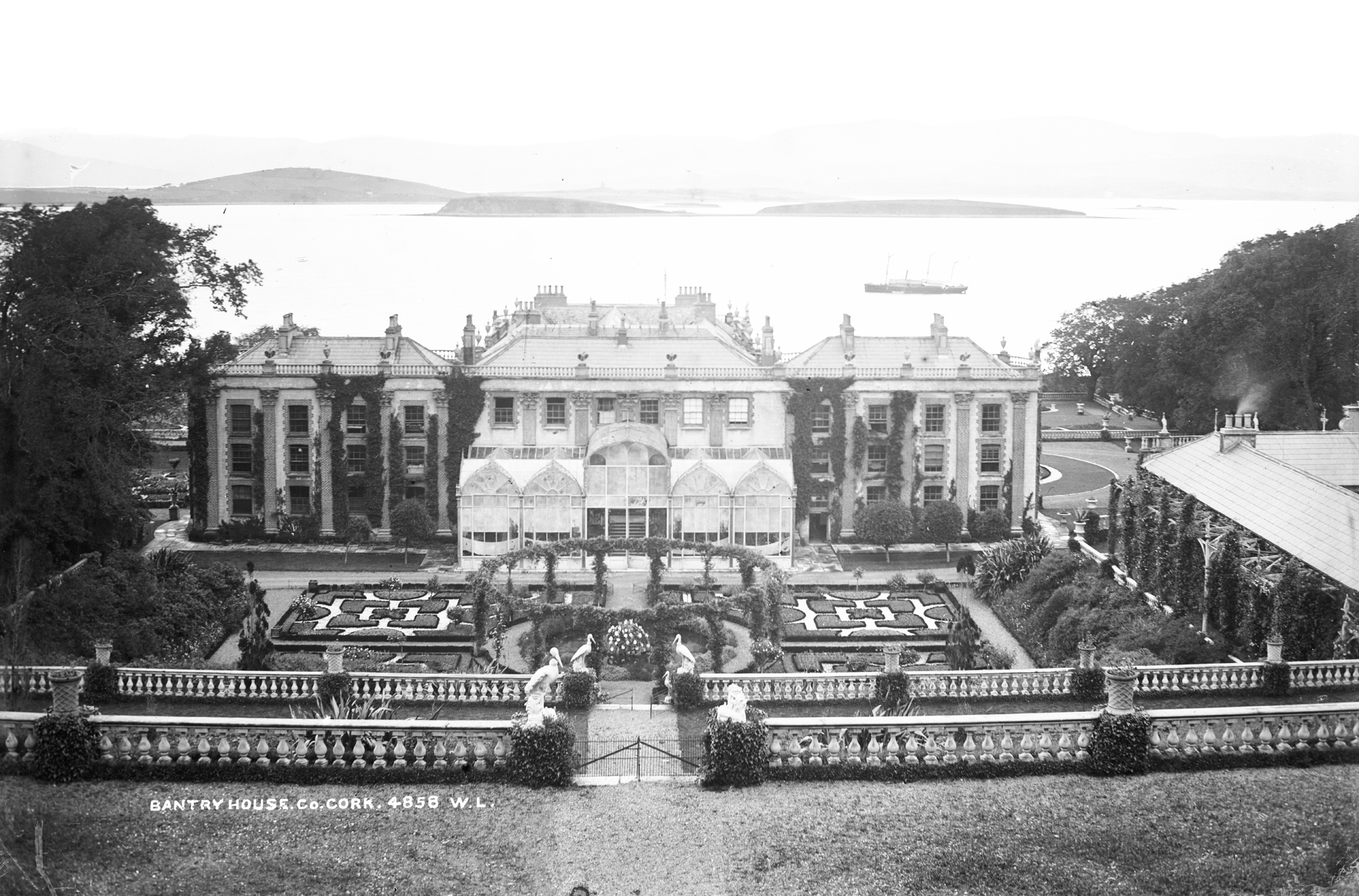
La maison et les jardins en 1895. La véranda n'existe plus.

Les jardins de Bantry House sont développés par Richard White, 2e comte de Bantry et son épouse Mary. Les jardins comportent sept terrasses ; la maison est située sur la troisième. Une centaine de marches sont situées derrière la maison et la fontaine, et sont entourées d'azalées et de rhododendrons.